# Amerikába jöttem 2.
Az Amerikába jöttem 2. (eredeti cím: Coming 2 America) 2021-ben bemutatott amerikai filmvígjáték, az 1988-as Amerikába jöttem című film közvetlen folytatása Eddie Murphy főszereplésével. A film rendezője Craig Brewer, forgatókönyvírói Kenya Barris, Barry W. Blaustein és David Sheffield. Blaustein, Sheffield és Justin Kanew története a Murphy által létrehozott karaktereken alapul. További szereplők Arsenio Hall, Jermaine Fowler, Leslie Jones, Tracy Morgan, KiKi Layne, Shari Headley, Teyana Taylor, Wesley Snipes és James Earl Jones.
A filmet eredetileg a Paramount Pictures forgalmazásában mutatták volna be a mozikban, viszont a film terjesztési jogait eladták az Amazon Studiosnak a Covid19-pandémia miatt. Az Amazon 2021. március 4-én adta ki digitálisan a Prime Videón keresztül. Általánosságban vegyes kritikákat kapott az értékelőktől. Ezt a filmet szinkronizálta utoljára Szersén Gyula 2021-es halála előtt.

## Cselekmény
Zamunda (kitalált afrikai királyság) királya, Akeem, aki egykor Jaffe Joffer király trónörököse volt, apja halála után saját trónöröklésén töpreng. Lisa királynővel kötött házasságából nem született férfi trónörökös, ahogy azt az ősi hagyományok és törvények megkövetelik, hanem három lány. A szomszédos ország harcias uralkodója, Izzi tábornok a fia és Akeem legidősebb lánya közötti házasságot követeli az országaik közötti fegyverszünet megpecsételésére.
A sámánja révén Akeem megtudja, hogy 21 éves korában New Yorkban, alkohol- és drogmámorban tudtán kívül fattyút nemzett. Hogy teljesítse apja utolsó kívánságát, Akeem újra Queensbe utazik Semmivel, hogy megtalálja ott élő utódját.
Miután Akeem felkutatja a fiát, Lavelle-t, Zamundába viszi a fiát és a fia anyját, Máriát. Ott Izzi tábornok bemutatja a lányát a fiatalembernek, mint jövendőbelijét. Miközben Lavelle a hercegi vizsgára készül, beleszeret a fodrászába, Mirembe, és hirtelen visszautazik vele New Yorkba, hogy feleségül vegye. Hogy visszaszerezze a fiát, Akeem követi őket, de a templomi szertartás alatt rájön, hogy párhuzamok vannak az ő akkori esküvőjével, együttérez a szerelmesekkel, és támogatni kezdi fia önálló döntésén alapuló házasságát.
Akeem távollétében Meekának és testvéreinek kell megnyugtatniuk a feldühödött Izzit, bebizonyítva, hogy egy fiatal nő is méltó királynő lehet.
Akeem feleségül adja a fiát Mirembe-hez, megváltoztatja a törvényt, hogy a trónt nő is örökölhesse, és Lavelle-t visszaküldi az Egyesült Államokba Zamunda nagyköveteként.

## Szereplők
| Szereplő                        | Színész               | Magyar hang         |
| ------------------------------- | --------------------- | ------------------- |
| Akeem király / Randy Watson     | Eddie Murphy          | Dörner György       |
| Semmi / Brown tiszteletes       | Arsenio Hall          | Kerekes József      |
| Lavelle Junson                  | Jermaine Fowler       | Szabó Máté          |
| Mary Junson                     | Leslie Jones          | Bognár Gyöngyvér    |
| Reem Junson                     | Tracy Morgan          | Törköly Levente     |
| Meeka Joffer hercegnő           | KiKi Layne            | Lamboni Anna        |
| Lisa Joffer királynő            | Shari Headley         | Kiss Mari           |
| Izzi tábornok                   | Wesley Snipes         | Galambos Péter      |
| Bopoto Izzi                     | Teyana Taylor         | Peller Anna         |
| Jaffe Joffer király, Akeem apja | James Earl Jones      | Kertész Péter       |
| Omma Joffer hercegnő            | Bella Murphy          | Károlyi Lili        |
| Tinashe Joffer hercegnő         | Akiley Love           | Kobela Kíra         |
| Oha                             | Paul Bates            | Faragó András       |
| Cleo McDowell                   | John Amos             | Szersén Gyula       |
| Maurice                         | Louie Anderson        | Háda János          |
| Idi Izzi                        | Rotimi                | Czető Roland        |
| Imani Izzi                      | Vanessa Bell Calloway | Eredeti hang        |
| Mirembe (fodrász)               | Nomzamo Mbatha        | Pálmai Anna         |
| Livia                           | Luenell               | Kocsis Mariann      |
| Izzi hadnagya                   | Michael Blackson      | Varga Rókus         |
| Totatsi Bibinyana               | Trevor Noah           | Hamvas Dániel       |
| Morgan Freeman                  | Morgan Freeman        | Papp János          |
| Sweets                          | Clint Smith           | Kajtár Róbert       |
| Izzi katonája                   | Rick Ross             | Petridisz Hrisztosz |
| Mr. Duke                        | Colin Jost            | Eredeti hang        |
| En Vogue                        | En Vogue              | Eredeti hang        |
| Salt-N-Pepa                     | Salt-N-Pepa           | Eredeti hang        |
| Gladys Knight                   | Gladys Knight         | Eredeti hang        |
| Dikembe Mutombo                 | Dikembe Mutombo       | Eredeti hang        |
| Éneklő férfi                    | John Legend           | Eredeti hang        |

A Jaffe Joffert királyt alakító James Earl Jonesnak ez volt az utolsó filmszereplése, 2024-ben bekövetkezett halála előtt.

## Lehetséges folytatás
Murphy szerint 75 éves korára előfordulhat egy Amerikába jöttem 3. film, ami 16 évvel később fog játszódni a második rész megjelenése után.